# Nsok
Nsok é uma cidade da Guiné Equatorial localizada na província de Kie Ntem.